# Fuerzas de Movilización Popular
Las Fuerzas de Movilización Popular (FMP), también conocidas como las Unidades de Movilización Popular (UMP) (en árabe: الحشد الشعبي‎: الحشد الشعبي Al-Hashd Al-Sha'abi), es una organización paraguas patrocinada por el estado iraquí compuesta por aproximadamente 67 facciones armadas diferentes, con alrededor de 128 000 combatientes que son en su mayoría grupos musulmanes chiitas, pero también incluyen grupos musulmanes sunitas, cristianos y yazidíes. Sin embargo, una investigación dirigida por el ex primer ministro de Irak, Haider al-Abadi, reveló que aproximadamente 60.000 son soldados reales, mientras que los otros 70.000 son "soldados fantasma".
Las Unidades de Movilización Popular como grupo se formaron en 2014 y han luchado en casi todas las batallas importantes contra ISIL. Ha sido llamada la nueva Guardia Republicana Iraquí después de que fuera reorganizada por completo a principios de 2018 por su entonces comandante en Jefe Haider al-Abadi, primer ministro de Irak de 2014 a 2018, quien emitió "reglamentos para adaptar la situación de la Movilización Popular". combatientes".
La organización se compone en unas 60 a 70 brigadas. Sus brigadas 45.ª, 46.ª y 47.ª son terroristas según Emiratos Árabes Unidos, Japón, y Estados Unidos.
Algunas de las milicias que lo componen y que juran lealtad a Irán son consideradas grupos terroristas por algunos estados, mientras que otros han sido acusados de promover la violencia sectaria. Las organizaciones jomeinistas pro-iraníes en las PMF que juran lealtad al Rahbar de Irán incluyen la Organización Badr, Asa'ib Ahl al-Haq, Kataeb Hezbolá, Kata'ib al-Imam Ali, Saraya Khorasani, etc. Durante las protestas iraquíes de 2019-2021, las facciones proiraníes de la organización PMF fueron responsables de matar e herir a un gran número de manifestantes y activistas. Las facciones paramilitares jomeinistas del PMF han estado involucradas en conflictos políticos e ideológicos con facciones pro-sistani y sadristas del PMF, y su creciente rivalidad ha estallado en enfrentamientos violentos.

## Logos y banderas
Si bien las facciones tienen sus propias banderas, las PMF también utiliza una bandera amarilla o blanca con la frase "Al-Hashd Al-Sha'bi", junto a la bandera iraqí.

## Nombre
Con respecto al nombre nativo oficial, la palabra árabe الشعبي (ash-Shaʿbī) se traduce como "del pueblo" o "popular", en referencia al pueblo; la palabra árabe الحشد (al-Ḥashd) se traduce como "movilización", como en el grupo de personas movilizadas en lugar del proceso de movilización. En otros contextos, al-hashd puede traducirse como otros términos como "multitud", "horda", "multitud", "reunión".

## Historia y formación
Las FMP las formó el gobierno iraquí el 15 de junio de 2014 después de la fatwa de Ali al-Sistani sobre "Necesaria Yihad" el 13 de junio. La fatwa pedía defender las ciudades iraquíes particularmente Bagdad y participar en la ofensiva contra el Estado islámico, tras la caída de Mosul en mayos de los yihadistas el 10 de junio de 2014. Las fuerzas unieron diversas milicias chiitas, muchas de ellas apoyadas directamente por Irán junto a un pequeño número de grupos tribales suníes. Las fuerzas estarían bajo el paraguas de los servicios de seguridad del estado y dentro de los marcos legales y prácticas del Ministerio de Interior de Irak. En el curso de los acontecimientos,  algunos de estos grupos cambiaron de rumbo y empezaron a operar de manera independiente.
Según algunas fuentes, las Fuerzas de Movilización Popular han marcado diferencia en el campo de batalla socavando la superioridad del Estado Islámico en la guerra de guerrillas y en la guerra psicológica.

## Terrorismo
La milicia Kata'ib Hizballah, que con 30,000 miembros es uno de los mayor componentes del PMF, es considerada una organización terrorista por el gobierno de los Estados Unidos desde 2009.  Es también considerada terrorista por los gobiernos del Japón y de los Emiratos Árabes Unidos.

## Vista alternativa de la creación del PMUs
Nibras Kazimi, un académico iraquí  y profesor visitante del Instituto Hudson, ofrece una versión diferente de la creación de las Fuerzas de Movilización Popular y asegura que el PMF no fue creado el 15 de junio de 2014 a causa de la fatwa de Ali al-Sistani sino varios meses antes. Este "secreto a voces ' fue revelado por el líder de las FMP, Hadi al-Amiri, en una reunión entre altos dirigentes del FMP con Nuri al Maliki  el 28 de junio de 2016. También se incluye en las actas del 7 de abril de 2014 de la reunión entre la Alianza Nacional (bloque chií ) y Maliki que reveló el dato. 
Esta información probaría que el gobierno iraquí conocía la situación del ejército iraquí con anterioridad a su derrumbe en la ofensiva  durante la ofensiva de norte de Irak (agosto de 2014) en la que Mosul cayó en manos del Estado islámico.
También prueba que las debilidades del ejército iraquí eran conocidas por parte de la Administración Obama. En abril de 2014,  había ya cuarenta oficiales militares de EE.UU en varios centros de mando de ISF como enlaces con la embajada de EE. UU. en Bagdad. Cuándo el Presidente Obama anunció su intención de enviar más consejeros de EE.UU a Irak en agosto de 2014, utilizó cuidadosamente sus palabras como para sugerir que el esfuerzo fue la continuación de un programa existente que ya estaba en marcha.
A mediados de abril de 2014, los esfuerzos del general iraní Qasim Suleimani para crear una fuerza auxiliar ya estaba en marcha. Inicialmente, el proto-PMU estuvo a punto de denominarse saraya al-difa'un al-sha'abi (‘Brigadas de Defensa Popular'). El logo previsto era similar al del grupo libanés Hezbollah.
Es posible que haya evidencias de que el gobierno de Estados Unidos mantuvo en un principio relación con una facción de las PMU próxima a Suleimani, una organización que fue apoyada por su adjunto Abu al-Mahdi Muhandis: Jund al-Imam. El Wall Street Journal lo mencionó durante la Segunda Batalla de Tikrit como "apoyadas por Estados Unidos".
Las actas de la reunión del 7 de abril de 2014 de la Alianza Nacional (bloque chií) con Maliki dice:
"Hay un claro y real peligro de seguridad que amenaza al país y dije hace más de un año que la situación es peligrosa." "Nuestro ejército no se puede considerarse ya como una formación que incluye a suníes, chiíes y kurdos. Algunos suníes no están convencidos, mientras que algunos chiíes están ahí por el salario y es un ejército que no ha librado tantas batallas antes y el armamento es básico en comparación con el de Estado Islámico ... "
"Hemos intentado en estos días confiar en los 'Hijos de Irak' grupos [compuestos] de muyahidines y hemos creado hasta el momento 20 grupos en las inmediaciones de Bagdad y continuamos haciéndolo en Hilla y Balad y Dujail mediante la formación de tales grupos porque son mejores que el ejército y pueden luchar contra las guerrillas y se formarán también en Karbala".
En la reunión del 7 de abril de 2014 Maliki reclama que los americanos “mienten” sobre sus compromisos de armamento. Una carta dirigida a Maliki, del 15 de abril de 2014 del supervisor del programa de entrega de armas de EE. UU. a Irak parece para ser una respuesta directa a la reclamación de Maliki. Empieza con “ Le hemos proporcionado todo lo que ha pedido.” La importancia de esta carta es la claridad de la disponibilidad de la administración de EE. UU. en relación con las condiciones reales sobre el terreno de Irak. El presidente Obama había hecho la analogía a David Remnick unos meses antes. Claramente, hubo participación mucho más directa de EE. UU. en Irak y la consiguiente capacidad de juzgar el potencial de un conflicto más amplio debería haber sido mejor que las declaraciones públicas de la administración de Obama que indicaría.
Esto muestra que el Gobierno iraquí bajo Maliki, y por extensión los EE. UU., era consciente de las debilidades en el Ejército iraquí, incluyendo el hecho que muchos sunís simpatizaban con el Estado Islámico, y que muchos chiíes estaban allí solo por dinero. Por ello la narración que realizó el gobierno iraquí y la comunidad internacional de estar en choc, sorprendidos y faltos de preparación por los acontecimientos de 2014 y el avance del Estado Islámico en Irak es deficiente.
Phillip Smyth, un investigador en la Universidad de Maryland y profesor adjunto del Instituto de Washington concuerda con esta teoría. 
Escribiendo el 9 de junio de 2014, señala: A partir de finales de abril de 2014, Kata'ib Hezbolá uno de principales grupos paramilitares de Irak, que había luchado contra las fuerzas de la coalición durante la guerra de Irak (2003) y en la actualidad en las fuerzas desplegadas en Siria, anunció un nuevo programa de reclutamiento y despliegue de fuerzas bajo el nombre de Saraya al-Dafa 'al-Shabi ( Brigadas Populares de Defensa o SDS).

## Composición y organización
Si bien no existen datos oficiales sobre la fortaleza de las Fuerzas de Movilización Popular hay algunas estimaciones, que difieren significativamente; se cree que alrededor de Tikrit hay unos 20.000 milicianos que participan mientras que las cifras totales hablan de entre 2 millones a  5 millones a 300.000 - 450.000 fuerzas armadas iraquíes  incluyendo unos 40.000 combatientes sunitas, una cifra que ha evolucionado desde principios de 2015, cuando se contaba solo con 1.000 a 3.000 combatientes sunitas. A principios de marzo de 2015 las Fuerzas Populares de Movilización han fortalecido su presencia en la ciudad Yazidi de Shingal mediante la contratación y el pago de la población local.
| Grupo                             | Tamaño                  | Líder                    | Ideología        |
| Organización Badr                 | 10.000 a 50.000 hombres | Hadi Al-Amiri            | Islamismo chiíta |
| Asa'ib Ahl al-Haq                 | 10.000 hombres          | Qais al-Khazali          | Islamismo chiita |
| Ejército de al-Mahdi              | 10.000 a 50.000 hombres | Muqtada al-Sadr          | Islamismo chiita |
| Kataeb Hezbollah                  | 30.000 hombres          | Abu Mahdi al-Muhandis    | Islamismo chiita |
| Kata'ib Sayyid al-Shuhada         | 200 hombres             | Abu Mustafa al-Sheibani  | Islamismo chiita |
| Kata'ib al-Imam Ali               | ? hombres               | Abu Mahdi al-Muhandis    | Islamismo chiita |
| Abu al-Fadl al-Abbas              | ? hombres               | Aws al-Khafaji           | Islamismo chiita |
| Harakat Hezbollah al-Nujaba       | ? hombres               | Akram al-Kaabi           | Islamismo chiita |
| Saraya al-Khorasani               | 1.500 a 3.000 hombres   | Ali al-Yasiri            | Islamismo chiita |
| Kataib Rouh Allah Issa Ibn Miriam | 1.500 a 3.000 hombres   | Ali al-Yasiri            | Islamismo chiita |
| Kataib Rouh Allah Issa Ibn Miriam | ? hombres               | Shebl al-Zaidi           | Islamismo chiita |
| Saraya Ashura                     | 3.000 a 5.000 hombres   | Ammar al-Hakim           | Islamismo chiita |
| Shabak Militia                    | 1.500 hombres           |                          | Islamismo chiita |
| Brigadas Turcomanas               | 30.000 hombres          | Şehbaz Yılmaz Neccaroğlu | Islamismo suní   |

Las Fuerzas de Movilización Populares están formadas por voluntarios nuevos y milicias preexistentes, los cuales han sido agrupados dentro de la organización de paraguas formalmente bajo el control de las Unidades de Movilización Popular del Ministerio de Interior. Entre estas milicias están las Compañías de Paz, anteriormente conocidas como el Ejército de al Mahdi, Kata'ib Hezbollah, Kata'ib Sayyid al-Shuhada, Kata'ib al-Imam Ali, Asa'ib Ahl al-Haq y el Badr Organización.
Las milicias están entrenadas y apoyadas por asesores militares, proviniendo de Turquía (para las tropas suníes y turkmenas), Irán y Hezbollah, incluyendo prominentes miembros de la Fuerza Quds como Qasem Soleimani. El PMF también mantiene despliegue al menos de un regimiento bajo la orden del coronel Jumaa al-Jumaily en la Gobernación de Al-Anbar. También se parece tener su propia inteligencia militar, sistemas administrativos y una especie de Equipo Comunicación de Guerra para mejorar la moral que actualiza la información sobre el campo de batalla y realiza videos de propaganda, además de su propio tribunal.
El primer ministro Haider al-Abadi ordenó el 7 de abril de 2015 que las Fuerzas de Movilización Populares se colocaran bajo la orden directa de la oficina del primer ministro dando así un mayor estatus oficial a la milicia.
El responsable del Comité de Movilización Popular en el gobierno iraquí es Falih al-Fayyadh, quién es también el Asesor de Seguridad Nacional. El PMF está presuntamente dirigido en el campo de batalla por Jamal Jaafar Mohammed, también conocido como Abu Mahdi al-Muhandis, líder de Kata'ib Hezbollah, pero la cadena de mando se ejecuta a través de dirigentes preexistentes.
Según fuentes iraquíes, así como fuentes prosaudíes basadas en Londres como Asharq Al-Awsat, las diferentes milicias tienen su propia cadena de mando y raramente trabajan o siguen las órdenes del ejército regular iraquí.
Junto a Abu Mahdi al-Muhandis, otras personas en el mando del FMP son: Qais al-Khazali, comandante de Asa'ib Ahl al-Haq y Hadi Al-Amiri, jefe de la Organización Badr. Según The New York Times, tal autonomía organizativa puede presentar un reto en la consolidación de la autoridad del Primer ministro Haider al-Abadi.

### Componente suní
Inicialmente en las FMP, estaba de manera prácticamente en exclusiva compuestas por chiíes y el componente suní era insignificante. Desde entonces cuenta solo 1,000 a 3,000 hombres. En enero de 2016 el Primer ministro Haider al-Abadi reconoció la presencia de 40,000 suníes luchando en las Fuerzas de Movilización Popular. Según Al-Monitor, su presencia fue decidida para ofrecer una imagen multiconfesional del movimiento; aun así, los voluntarios suníes empezaron a sumarse al FMP antes de la decisión de Al-abadi. La adición de combatientes suníes a las Unidades de Movilización Popular podrían establecer el escenario para que esta fuerza se convirtiera en el núcleo de la prevista nueva Guardia Nacional. Según The Economist, en abril de 2016 se calculaba la presencia de 16 000 suníes.
Se ha observado que las tribus suníes que formaron parte en el reclutambien de al-Hashd al-Shaabi en 2015 fueron aquellos que tuvieron buneas relaciones con Nuri al Maliki durante su mandato como Primer ministro.

### Componente chií
Según un periódico suní hay tres componentes chiitas principales dentro de las Fuerzas de Movilización Populares: el primero es el de los grupos creados siguiendo la fatwa de Sistani, sin ambiciones o raíces políticas; el segundo son grupos formado por partidos políticos o inicialmente las alas militares de estos partidos, con caracterización política definitiva; el tercio es el armado agrupa aquello ha sido presente en Irak para años y ha luchado batalla en contra fuerzas de EE. UU. y también participados en operaciones en Siria.
Según chiita P.M.F. Oficiales, la campaña de reclutamiento es exitosa también porque está administrado por el establecimiento religioso y Shia becarios religiosos del hawza es instrumental en reclutamiento.

## Equipamiento
El equipamiento de las Fuerzas de Movilización Populares es una de las cuestiones relevantes. A finales de enero de 2015, un vídeo mostró a un gran convoy de Kata'ib Hezbollah transportando varios vehículos militares de fabricación estadounidense, incluyendo un M1 Abrams Tanque, M113 personal blindado transportistas, Humvees, y vehículos MRAP así como material iraní Safir 4x4s y personal técnico con la bandera de Kata'ib Hezbollah'. Según algunas fuentes, el gobierno iraquí ha suplido el equipamiento suministrando por EE.UU a las milicias. El ministro iraquí de transporte y el líder de la Organización Badr, Hadi Al-Amiri criticó a EE. UU. por la carencia de proporcionar armas. Por otro lado, oficiales de EE. UU. argumentan que los operadores de las armas pesadas que presuntamente tenía Kata'ib Hezbollah era soldados iraquíes regulares que levantaron la bandera de Hezbollah meramente en solidaridad con el grupo militante, mientras la misma fuente reconoce que generalmente es difícil controlar en manos de quien están estas armas hechas en EE. UU.
Junto al equipamiento militar realizado en EE. UU. en manos de las Fuerzas de Movilización Popular, Irán es un proveedor importante ; según algunas fuentes en 2014 Teherán vendió a Bagdad por valor de casi $10 mil millones  armas y hardware. Además,  hay un suministro diario de armas iraníes, incluyendo 106 mm pistolas antitanque así como 120mm, 82mm y 60mm morteros.
En mayo de 2015, Estados Unidos empezaron entregar por valor de alrededor de $1,6 mil millones en equipamiento militar bajo la supervisión del Gobierno de Irak. Según algunas fuentes, los beneficiarios más importantes de las entregas de armas fueron las Fuerzas de Movilización Popular.

## Intervenciones sobre el terreno

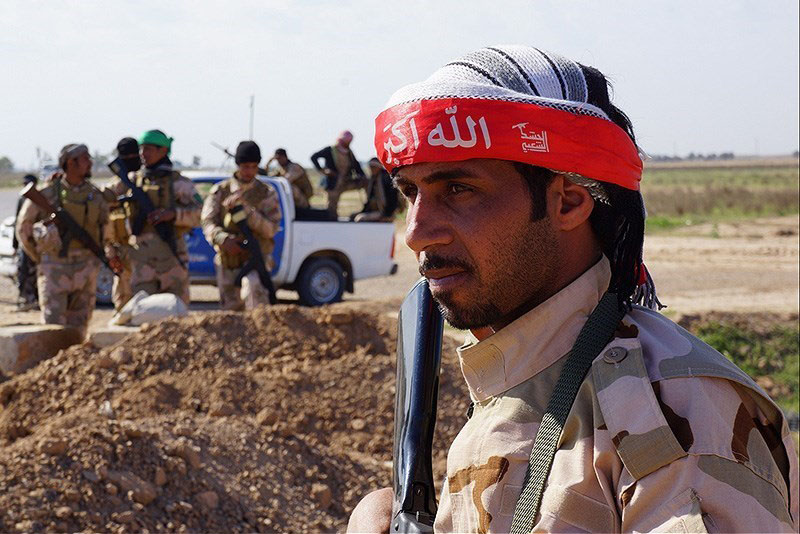
Ejército iraquí y Hashed al-Shaabi derrotado el Estado islámico en la Gobernación de Saladin

Las Fuerzas de Movilización Populares han estado implicadas en varias batallas de la intervención militar contra el Estado islámico de Irak y el Levante desde su fundación, entre las más importantes está la Segunda Batalla de Tikrit. Después del fin de la batalla de Tikrit, se entregó los asuntos de la seguridad a las fuerzas de seguridad y policía locales.
El 6 de abril de 2015 el Primer ministro iraquí Haider al-Abadi declaró que a pesar de haber estado especialmente implicadas en la conquista de Tikrit, las Fuerzas de Movilización Popular no se unirían en la prevista conquista de Mosul.
En marzo de 2016 al Abadi cambió su posición a pesar de la petición realizada por la gobernación de Nínive de que prohibiera la participación de las milicias en la reconquista
Voluntarios chiíes habrían entrado en la gobernación de Ambar a principios de mayo de 2015, entre los fuertes protestas de personalidades suníes, con operaciones limitadas que continuaron en 2016.
El 29 de octubre de 2016 el portavoz de las Fuerzas de Movilización Popular, Ahmed al Asadi anunció que sus tropas se unieron a los combates en el frente oeste de Mosul, después de que recibieran luz verde del primer ministro Haidar al Abadi.

## Leyes y directivas por las que se rigen
Las leyes y la conducta por la cual el del FMP debe regirse son las del Gobierno iraquí, ya que el primer ministro iraquí tiene el control final sobre ellas. No obstante al-Sistani emitió un "asesoramiento y orientación a los combatientes en los campos de batalla", que incluye un formulario de 20 puntos sobre cómo la FMP debería conducirse.
Los puntos principales fueron que las FMP deberían tratar a las áreas locales liberadas con la ley islámica, tal cual se cita desde el segundo punto, que es un Hadiz del profeta musulmán Mahoma; "No caer en actos de extremismo, no faltar al respeto de los cuerpos de los muertos, no recurrir al engaño, no matar a un anciano, no matar a un niño, no matar a una mujer y no cortar árboles, a menos que la necesidad dicte otra cosa ". Otros puntos incluyen la misma orientación mencionada en el tratamiento de los no musulmanes y también en relación con no robar o faltar al respeto de las personas, incluso si son las familias de los combatientes ISIS.

## Acusaciones de crímenes de guerra
Algunos miembros de las milicias que constituyen las Fuerzas de Movilización Popular han sido acusadas de delitos de guerra motivados por venganza sectaria: según Amnistía Internacional milicias chiitas han secuestrado, torturado y asesinado a numerosos suníes civiles y según fuentes Occidentales, en Tikrit los militantes han cometido algunas violencias. Tras la conquista de Tikrit, las autoridades iraquíes declararon que los delitos de guerra serán investigados y sus responsables castigados.
Altas autoridades chiíes iraquíes, como el Ayatolá Ali al-Sistani o el Ayatolá Hussein Al-Sadr, hizo un llamamiento a los militantes de las Fuerzas de Movilización Popular para evitar delitos de guerra u otro comportamiento despreciable y se establecieron comités de investigación de gobierno ad hoc para encontrar la verdad.
Dignatarios y funcionarios sunitas de Mosul acusan del FMP de asesinatos de sunitas, absorciones de escuelas y el forzamiento de sunitas para vender propiedades situadas cerca del santuario de Mosul. De acuerdo con el vicepresidente del ayuntamiento Muzher Fleih  650 suníes han desaparecido. Por otra parte, los líderes de la milicia insisten en que los abusos son incidentes aislados y que solo se han producido contra colaboradores del Estado Islámico capturados.
Junto a las acusaciones de delitos de guerra, se ha mostrado también la preocupación sobre la constitucionalidad y politicization de al-Hashd al-Shaabi: Fuentes suníes han pedido la despoliticization de las Fuerzas de Movilización Popular, para ser reconocida como la Guardia Nacional propuesta. En lo que se considera asuntos de constitucionalidad, según algunos críticos, las Fuerzas de Movilización Popular no son sancionadas por la Constitución de Irak y, sin embargo,  tienen un presupuesto y están pagados en base regular por el gobierno iraquí, mientras que el legalmente establecido Peshmerga no han recibido sus sueldos.
El estado oficial y dependencia real de las Fuerzas de Movilización Popular del gobierno de Bagdad y su ayuda no se resolvió plenamente hasta finales de 2015.
Reclutamiento de Yazidis en las áreas de Kurdistán está considerada como una acción contra la política oficial del movimiento. El Presidente de la Región del Kurdistán Massoud Barzani pidió al ministro Peshmerga que pusiera fin a todas las actividades del FMP en el área.

### Preocupaciones por su crecimiento
Las Fuerzas de Movilización Populares están acusadas de aumentar su base de poder en Irak y ser el instrumento de Irán para dominar  y reforzar la dominación chií en el país. La jefatura de policía en la provincia de Muthanna anunciando que desde enero estaban en proceso de la puesta en marcha de batallones de las Fuerzas de Movilización Popular con las tareas de seguridad. Estas tareas incluyen la protección de los establecimientos públicos y privados en las zonas desérticas abiertos, entre otros, otros informes indican que las fuerzas aseguran medios de control de fronteras y la seguridad en las ciudades liberadas.
Según el General Ali Omran, comandante de la 5.ª División de Infantería del ejército, las milicias del FMP están demasiado implicadas en política y es un riesgo de confrontación con las fuerzas armadas. En febrero de 2016 la milicia rechazó las órdenes para evacuar un edificio en una base militar del norte de Bagdad.
Según funcionarios del gobierno entrevistados por AP y líderes de la milicia, debido al temor de otro dominio de la minoría suní sobre la mayoría chií iraquí, las milicias que forman las Fuerzas de Movilización Popular quienes formar una fuerza armada permanente e independiente; Hamed al-Jazaeery, jefe de la milicia de las Brigadas al-Khorasani ha explicado que el modelo es el Cuerpo de Guardias de Revolución islámico.

## Reacciones internacionales
- Naciones Unidas en un discurso de su Representante Especial y jefe de la Misión de Asistencia de la ONU en Irak (UNAMI), Jan Kubis el 22 de julio de 2015 mencionó a las Fuerzas de Movilización Popular, diciendo que las fuerzas de seguridad iraquíes, con el soporte crítico de las Fuerzas de Movilización Popular, voluntarios tribales suníes y la Coalición Internacional, tienen todavía pendiente cambiar significativamente la situación en el territorio.[117]